# Niu Chunge
Niu Chunge, född 14 februari 2000, är en friidrottare från Kina. Hon deltog vid olympiska sommarspelen 2024.